# Sint-Pancratiuskerk (Sloten)
De Sint-Pancratiuskerk is een rooms-katholieke kerk in het dorp Sloten.
De eerste Sloterkerk wordt voor het eerst vermeld in een oorkonde van de bisschop Willem I (van Gelre) uit 1063. Mogelijk heeft deze kerk gestaan ter hoogte van de huidige Van Suchtelen van de Haarestraat in Osdorp (tussen het Osdorpplein en Hoekenes). Sinds omstreeks 1175 ligt het dorp op zijn huidige locatie. Daar is de tweede Sloterkerk gebouwd, die echter in 1573 door de Geuzen grotendeels werd verwoest tijdens het Beleg van Haarlem.
De kerk van Sloten, gewijd aan Pancratius, was een dochterkerk van die van Velsen. Het dorp lag aan de 'Heilige Weg' van Haarlem naar het toenmalige pelgrimsoord Amsterdam, bekend van het Mirakel uit 1345. Waarschijnlijk mede daarom had Sloten een relatief grote kerk, vanwege de vele pelgrims die hier langs kwamen. De Sloterweg was tot het begin van de 16e eeuw de belangrijkste landverbinding tussen Amsterdam en de rest van Holland, totdat de landbrug naar Haarlem in 1508 door de golven werd weggeslagen. Daarna ging het meeste verkeer via Sloterdijk.
De kerk te Sloten werd in de 17e eeuw als protestantse kerk herbouwd, dit werd de Sloterkerk. De rooms-katholieken waren verdreven uit de kerk van Sloten en moesten enige decennia lang gebruikmaken van boerenschuren die als schuilkerk dienstdeden. In 1650 werd als vervanging een kerk te Osdorp gebouwd. Deze katholieke kerk was ook weer gewijd aan de heilige Pancratius. De kerk werd vernieuwd in 1789. De toren is er in 1836 afgewaaid. Door de vervening van de omliggende polders werd de kerk als gevolg van verzakking bouwvallig en moest in 1901 worden afgebroken. Wel bleef de oude begraafplaats tot heden bewaard aan de Osdorperweg in Oud Osdorp.
Ter vervanging werd in 1901 een nieuwe Sint-Pancratiuskerk aan de oostelijke rand van het dorp Sloten gebouwd. Dit is het nog bestaande kerkgebouw aan de Sloterweg.
De parochie van Osdorp werd gesplitst: het deel ten zuiden van de Lutkemeerweg kwam bij Sloten, het deel ten noorden daarvan kwam bij Halfweg.
De parochie van Sint Pancratius werd in 1893 opgericht. Deze parochie had behoefte aan een eigen kerk, waarbij gekozen moest worden tussen een locatie in Sloten en een plaats in Osdorp. De bouwpastoor J.A. Haverman was een groot voorstander van de huidige locatie en was ook degene die Jan Stuyt aantrok om het gebouw te ontwerpen. Stuyt was een leerling geweest bij A.C. Bleijs (Sint-Nicolaaskerk) en bij P.J.H. Cuypers. Voor Stuyt was dit zijn eerste kerk. In zijn ontwerp voor deze sobere neogotische driebeukige kerk is de invloed van Cuypers goed terug te vinden.
De kerk te Sloten is het eerste door Jan Stuyt gebouwde kerkgebouw. Het is een kleine driebeukige basilicale kerk, gebouwd in een min of meer neogotische stijl. Deze stijl is vrij sober in vergelijking met de meer "traditionele" rijke neogotische stijl die nog steeds de norm was voor katholieke kerken in die tijd. De kerk heeft een korte vierkante toren en een ondiep rechthoekig koor.
Nadat al eerder het interieur werd gerestaureerd werden in 2005 het dak en de torenspits onder handen genomen. Doordat deze restauratie niet goed is uitgevoerd, is de toren in 2013 weer opnieuw gerestaureerd.
In december 2019 werd door het Bisdom Haarlem-Amsterdam besloten dat de kerk per 1 januari 2020 fuseert met verschillende parochies van het stadsdeel Nieuw-West tot één parochie: De Vier Evangelisten. De gerenoveerde Pauluskerk in Osdorp is aangewezen als hoofdkerk van de parochie.
Sinds 2024 zijn er in de Sint-Pancratiuskerk geen reguliere vieringen meer, bijzondere vieringen zijn nog wel mogelijk.

## Badhoevedorp
Oorspronkelijk hoorden de rooms-katholieken in Badhoevedorp ook onder de parochie van Sloten. Er is daardoor ook nog steeds een voetbalclub Pancratius, die vroeger op een veld speelde tegenover de Slotense Pancratiuskerk. Toen hier een volkstuinpark werd aangelegd, verhuisde de club naar Badhoevedorp. De katholieken in Badhoevedorp hebben sinds 1937 een eigen parochie (H.H. Engelbewaarderskerk) met een kerkgebouw aan de Pa Verkuyllaan.